# Королева (фильм)
«Короле́ва» (англ. The Queen) — биографический фильм 2006 года режиссёра Стивена Фрирза, снятый совместно Францией, Великобританией и Италией. События картины описывают жизнь британской королевской семьи в первые несколько дней после трагической гибели принцессы Дианы. Роль королевы Елизаветы II в фильме исполнила Хелен Миррен.
Предпремьерный показ картины состоялся 2 сентября 2006 года на Венецианском кинофестивале, и только 15 сентября фильм вышел на широкие экраны Великобритании. 6 октября 2006 года состоялась премьера на территории США. На российские экраны фильм вышел 1 марта 2007 года. На производство картины было затрачено 15 млн долларов, а общемировые сборы составили около 123 млн долларов.
Фильм является лауреатом премии BAFTA в категории «Лучший фильм». Актриса Хелен Миррен, исполнившая главную роль в картине, удостоилась премий «Оскар», «Золотой глобус», BAFTA, а также Кубка Вольпи на Венецианском кинофестивале за лучшую женскую роль. Помимо этого фильм был номинирован на премию «Оскар» как «Лучший фильм года».

## Сюжет
Слоганы:
- «Our Leaders. Ourselves.»
- «Tradition Prepared Her. Change Will Define Her.»

В самом начале фильма на экране появляется эпиграф, взятый из пьесы Уильяма Шекспира «Генрих IV, часть 2»:
Тяжёлая ноша на том, чья голова увенчана короной.
Фильм начинается с того, что художник пишет портрет королевы Великобритании Елизаветы II. Между ними заходит разговор о проходящих выборах премьер-министра страны и о кандидате на эту должность Тони Блэре. Королева признаётся, что завидует художнику, который, в отличие от неё, имеет право голосовать: «Какое это счастье — быть пристрастным».
2 мая 1997 года. Утром королева просыпается в своих покоях. В это же время в комнату входит горничная, которая открывает шторы с разрешения Елизаветы. Королева спрашивает о прогнозах, и горничная, поняв о чём идёт речь, отвечает: «Мистер Блэр». Тем временем Тони Блэр с женой подъезжают на машине ко дворцу. Робин Дженврин, помощник королевы, предупреждает её о том, что подъехал премьер-министр. Но Елизавета останавливает своего придворного и просит говорить о нём, пока только как о «будущем премьер-министре», так как она ещё не утвердила Блэра. Разговор постепенно заходит о прошлом премьера-министра. Тони Блэр со своей женой Чери выходят из машины и, волнуясь, проходят во дворец. По дороге к королеве дворецкий обучает их манерам поведения. Постучавшись в большие двери, Тони Блэр проходит к Елизавете, а дворецкий с Чери остаются ждать снаружи. Премьер-министр при разговоре с королевой оказывается немного смущён в её присутствии. Через некоторое время Елизавета просит войти дворецкого с женой Блэра. Но их совместная беседа оказывается недолгой: Робин что-то сообщает королеве и их встреча оказывается законченной.
30 августа 1997 года. Проходит несколько месяцев. Становится известно о жизни принцессы Дианы после развода со своим мужем принцем Чарльзом. В Париже большое количество папарацци ждут выхода принцессы из здания. Некоторые из них бросаются в погоню за ней. Далее происходит то, что всем известно: при въезде в туннель происходит автокатастрофа, и Диана погибает.
В эту же ночь в комнате Робина раздаётся звонок телефона, на который он отвечает и узнаёт о случившемся. В это время вся королевская семья находилась в замке Балморал — резиденции в Шотландии. Робин бежит за горничной, чтобы разбудить королеву и сообщить ей о том, что Диана попала в аварию. Тем временем Тони Блэр также по телефону узнаёт о случившемся. Королева, её муж — принц Филипп и её мать смотрят новости по телевизору. Через некоторое время заходит Робин и говорит, что из Парижа пришли плохие вести. Принц Чарльз пытается успокоить своих детей и просит у матери разрешения взять самолёт, чтобы отправиться в Париж. Но она отказывает ему и требует убрать из детской комнаты телевизор и радио. Отправившись в свою комнату, Елизавета принимается писать свой дневник, а её муж приносит ей таблетки. Тони Блэр также не спит и беспокоится по поводу завтрашней речи.
Воскресенье. Люди по всему миру узнают и скорбят о случившемся. Тони Блэр, готовясь к речи, решает позвонить королеве, которая в это время завтракает с остальными членами семьи. Премьер-министр выражает соболезнования Елизавете и узнаёт от неё, что официального заявления не будет, а похороны пройдут в закрытой обстановке, как хочет семья Дианы. Несогласный с королевой Тони Блэр позже выступает на публике и делает заявление о смерти принцессы от своего имени. Из Парижа в Великобританию самолётом доставляется гроб с телом принцессы. В аэропорту его ждут принц Чарльз и Тони Блэр, которые между собой договариваются организовать публичные похороны. К вечеру гроб доставляют в резиденцию королевы.
Понедельник. Утром в кабинет Блэра его помощник Алистер, который пишет речи для него, приносит свежие газеты. Они решают, что публичные похороны принцессы будут лучшим решением. Об этом от Робина узнаёт королева, которой приходится с этим смириться. Они решают не убирать цветы перед Букингемским дворцом и организовать на похоронах книгу для соболезнований, чтобы чем-то занять толпу. Тем временем Блэру по просьбе Чарльза звонит его секретарь, который сообщает, что принц полностью поддерживает премьера в решениях. В обед королева вместе с сыном отправляется на охоту. По дороге между ними заходит разговор о Диане, который приводит к их разногласию. Королева останавливает машину и отправляется дальше пешком. Вечером Елизавета смотрит по телевизору записи интервью своей невестки. Филипп, который не может больше смотреть это, уходит спать в другую комнату.
Вторник. С утра Блэр вместе с помощниками смотрят телевизор, где осуждается то, что не был приспущен королевский штандарт над Букингемским дворцом. Королева вместе с семьей вновь отправляется на охоту, во время которого заходит разговор с сыном о том, чтобы приспустить штандарт. Елизавета считает, что этого не следует делать, так как данная традиция при британском королевском дворе никогда не практиковалась: в случае траура приспускается только государственный флаг, но не королевский штандарт. Позже Чарльз поручает, чтобы этим вопросом занялся его секретарь.
Среда. Во дворце из газет узнают о мнении общества по поводу поднятия флага. Об этом же просит Тони Блэр, позвонивший королеве, когда та подписывала документы. Через некоторое время Елизавета одна направляется на охоту, но ей приходится заехать в охотничий домик и спросить дорогу. При переезде через реку у её машины ломается передняя ось, поэтому королева звонит по телефону Томасу в охотничий домик и просит приехать за ней. В ожидании она присаживается на землю и начинает плакать, но увидев оленя, она прекращает.
Четверг. Во время прогулки королевы к ней подходит Робин и сообщает, что звонит премьер-министр и настаивает на разговоре. Тони Блэр говорит Елизавете о недовольстве народа её действиями. Поэтому он советует королеве поднять флаг, приехать в Лондон, лично выразить соболезнование и сделать заявление на весь мир. Позже Елизавета об этом говорит своей матери. Королева решает последовать советам Тони Блэра, из-за чего оказывается очень недоволен её муж в отличие от принца Чарльза, который обрадовался решению матери. Ближе к вечеру вся королевская семья выходит к цветам, которые люди принесли и сложили у ворот.
Пятница. Королева узнаёт, что на охоте подстрелили оленя. Она отправляется поглядеть на мёртвого оленя. Через некоторое время во время полёта на самолёте в Лондон Робин приносит королеве приготовленную речь. Тони Блэр также получает копии заготовленных слов Елизаветы. Его помощник слегка корректирует их. Тем временем королева прибывает к Букингемскому дворцу и проходит мимо людей, стоявших плотной толпой вокруг. Одна из девочек дарит ей цветы. После этого Робин приносит изменённую речь королеве, которую она произносит в прямом эфире перед множеством телекамер.
Суббота. В церкви собирается вся королевская семья и множество приглашенных на похороны знаменитостей. После произнесения речи толпа, стоявшая вокруг церкви, начинает аплодировать. К ним присоединяются и находившиеся внутри здания кроме самой королевы и её приближенных.
Два месяца спустя. Тони Блэр приезжает к королеве. Его приветствует Робин, после чего дворецкий провожает премьер-министра в приёмную к Елизавете. В начале Тони Блэр разговаривает с ней о политике, но постепенно их разговор заходит о событиях двухмесячной давности и королева приглашает премьер-министра прогуляться по саду.

## Создатели фильма

### Съёмочная группа
- Режиссёр: Стивен Фрирз
- Сценарист: Питер Морган
- Продюсеры: Энди Харрис, Кристин Ланган, Трэйси Сиуорд
- Исполнительные продюсеры: Франсуа Ивернель, Камерон МакКрекен, Скотт Рудин
- Композитор: Александр Деспла
- Оператор: Аффонсу Беату
- Монтаж: Lucia Zucchetti
- Подбор актёров: Лео Дэвис
- Художник: Алан МакДональд
- Художники-постановщики: Мэттью Бродерик, Франк Шварц
- Декоратор: Тина Джонс
- Художник по костюмам: Консолата Бойл

### В ролях
| Актёр               | Роль                        |
| ------------------- | --------------------------- |
| Хелен Миррен        | королева Елизавета II       |
| Джеймс Кромуэлл     | принц Филипп                |
| Сильвия Симс        | королева-мать               |
| Роджер Аллам        | Робин Дженврин              |
| Алекс Дженнингс     | принц Чарльз                |
| Тим МакМуллан       | Стивен Лампорт              |
| Робин Соанс         | конюший                     |
| Лола Пиплоу         | секретарь Дженврина         |
| Дуглас Рейт         | лорд Эрли                   |
| Джойс Хендерсон     | горничная замка Балморал    |
| Аманда Хадингу      | костюмер королевы           |
| Грэй О'Брайэн       | камердинер Чарльза          |
| Долина МакЛеннан    | телефонистка замка Балморал |
| Джейк Тэйлор Шантос | принц Уильям                |
| Дэш Барбер          | принц Гарри                 |

| Актёр                | Роль                      |
| -------------------- | ------------------------- |
| Майкл Шин            | Тони Блэр                 |
| Хелен МакКрори       | Шери Блэр                 |
| Марк Базелей         | Алистер Кемпбелл          |
| Канану Кирими        | пресс-секретарь Блэра     |
| Сьюзэн Хитч          | секретарь Блэра           |
| Джулиан Фёрт         | помощник Блэра            |
| Гарри Александр Коат | Юан Блэр                  |
| Эрл Камерон          | художник-портретист       |
| Эллиот Леви          | ведущий телевидения       |
| Энтони де Баек       | католический священник    |
| Эмми Лу Харрис       | маленькая девочка         |
| Лоренс Берг          | принцесса Диана           |
| Мишель Гэй           | Доди аль-Файед            |
| Вольфганг Писзорс    | немецкий репортёр         |
| Maлу Бивор           | американский репортёр     |
| Пол Баррет           | французский телохранитель |
| Ксавьер Кастано      | французский репортёр      |

## Фильм в прокате

### Даты премьер
Предпремьерный показ фильма состоялся 2 сентября 2006 года на Венецианском кинофестивале и только 15 сентября картина вышла на широкие экраны Италии и Великобритании. 10 октября 2006 года состоялась премьера на территории США, а 18 октября — во Франции. На российские экраны фильм вышел 1 марта 2007 года. Последней страной, где состоялась премьера фильма, является Венесуэла — 19 октября 2007 года.
Ниже перечислены основные премьеры фильма. Полный список см. на IMDb.com.
- — 2 сентября 2006 года (на Венецианском кинофестивале)
- — 15 сентября 2006 года
- — 29 сентября 2006 года (на международном кинофестивале в Нью-Йорке)
- — 30 сентября 2006 года (только в Нью-Йорке)
- — 5 октября 2006 года (на кинофестиваль британского кино в Динарде)
- — 6 октября 2006 года (в США — ограниченный прокат)
- — 10 октября 2006 года
- — 18 октября 2006 года
- — 1 марта 2007 года
- — 19 октября 2007 года

### Кассовые сборы
- В США: $56 441 711 (45,9 % от общих сборов в мире, 1 850 — максимальное количество кинотеатров)
- В остальном мире: $66 344 576 (54,1 % от общих сборов в мире)
- В общем (США + остальной мир): $122 786 287
- В России: $522 800

## Премьера на DVD и телевидении
Мировая премьера фильма на DVD состоялась в Великобритании 12 марта 2007 года. В издание были включены дополнительные материалы, среди которых аудиокомментарии режиссёра Стивена Фрирза, сценариста Питера Моргана и Роберта Лакея, биографа королевы Елизаветы II. В США фильм был выпущен 24 апреля 2007 года не только на DVD, но и в формате Blu-ray. К 3 июня 2007 года, через 6 недель после релиза, продажи фильма на DVD-носителях составили более 26 миллионов долларов и на данный момент чуть превышают 29 миллионов долларов.

## Награды и номинации
За время «оскаровского» сезона фильм «Королева» стал обладателем 59 наград и ещё 49 номинаций, оставшихся без побед. В 2007 году фильм был удостоен премии BAFTA в категории «Лучший фильм». В этой же категории он был номинирован на премию «Оскар». Фильм является лауреатом испанской премии «Гойя» как «Лучший европейский фильм». Актриса Хелен Миррен, исполнившая главную роль в картине, удостоилась премий «Оскар», «Золотой глобус», «Спутник», BAFTA, а также кубка Вольпи на Венецианском кинофестивале за лучшую женскую роль.
Ниже перечислены основные награды и номинации. Полный список см. на IMDb.com.
| - Премия «Оскар» - 2007 — Лучшая женская роль (Хелен Миррен) - Премия «Золотой глобус» - 2007 — Лучшая женская роль (драма) (Хелен Миррен) - 2007 — Лучший сценарий - Премия BAFTA - 2007 — Лучший фильм - 2007 — Лучшая женская роль (Хелен Миррен) - Премия «Спутник» - 2007 — Лучшая женская роль (драма) (Хелен Миррен) - 2007 — Лучший оригинальный сценарий - Премия «Гойя» - 2007 — Лучший европейский фильм - Венецианский кинофестиваль - 2006 — Золотые Озеллы за лучший сценарий - 2006 — Кубок Вольпи за лучшую женскую роль (Хелен Миррен) - 2006 — Приз ФИПРЕССИ — основная конкурсная программа - Премия Общества кинокритиков Лондона - 2007 — Британский фильм года - 2007 — Британский режиссёр года (Стивен Фрирз) - 2007 — Британская актриса года (Хелен Миррен) - 2007 — Сценарист года (Питер Морган) | - Премия «Оскар» - 2007 — Лучший фильм - 2007 — Лучший режиссёр (Стивен Фрирз) - 2007 — Лучший оригинальный сценарий - 2007 — Лучшие костюмы - 2007 — Лучший саундтрек - Премия «Золотой глобус» - 2007 — Лучший фильм (драма) - 2007 — Лучший режиссёр (Стивен Фрирз) - Премия BAFTA - 2007 — Лучшая мужская роль второго плана (Майкл Шин) - 2007 — Лучший оригинальный сценарий - 2007 — Лучшие костюмы - 2007 — Лучший монтаж - 2007 — Лучший грим/прически - 2007 — Премия имени Александра Корды за самый выдающийся британский фильм года - 2007 — Премия имени Дэвида Лина за достижения в режиссуре (Стивен Фрирз) - 2007 — Премия имени Энтони Эскуита за достижения в создании музыки к фильму - Премия «Сезар» - 2007 — Лучший иностранный фильм - Премия «Спутник» - 2007 — Лучший фильм (драма) - 2007 — Лучший режиссёр (Стивен Фрирз) - Венецианский кинофестиваль - 2006 — Золотой лев - Кинопремия журнала Empire - 2007 — Лучший британский фильм - 2007 — Лучшая женская роль (Хелен Миррен) - Премия Общества кинокритиков Лондона - 2007 — Фильм года - 2007 — Актриса года (Хелен Миррен) - 2007 — Британская актриса года второго плана (Хелен МакКрори) |

## Саундтрек
Диск с саундтреком к фильму «Королева» был выпущен 26 сентября 2006 года. Композиции были написаны композитором Александром Деспла. В начале 2007 года альбом был номинирован на премию «Оскар» в категории «Лучший саундтрек». Кроме этого Александр Деспла получил номинацию на премию BAFTA за достижения в создании музыки к фильму, но проиграл Густаво Сантаолалье — автору композиций в фильме «Вавилон».
| №  | Название композиции         | Авторы / Исполнители       | Время |
| -- | --------------------------- | -------------------------- | ----- |
| 1  | «The Queen»                 | Александр Деспла           | 2:09  |
| 2  | «Hills of Scotland»         | Александр Деспла           | 2:25  |
| 3  | «Peoples Princess I»        | Александр Деспла           | 4:08  |
| 4  | «A New Prime Minister»      | Александр Деспла           | 1:55  |
| 5  | «H.R.H.»                    | Александр Деспла           | 2:23  |
| 6  | «The Stag»                  | Александр Деспла           | 1:50  |
| 7  | «Mourning»                  | Александр Деспла           | 3:50  |
| 8  | «Elizabeth & Tony»          | Александр Деспла           | 2:04  |
| 9  | «River of Sorrow»           | Александр Деспла           | 1:59  |
| 10 | «The Flowers of Buckingham» | Александр Деспла           | 2:28  |
| 11 | «The Queen Drives»          | Александр Деспла           | 1:48  |
| 12 | «Night in Balmoral»         | Александр Деспла           | 1:09  |
| 13 | «Tony & Elizabeth»          | Александр Деспла           | 2:04  |
| 14 | «Peoples Princess II»       | Александр Деспла           | 4:08  |
| 15 | «Queen of Hearts»           | Александр Деспла           | 3:33  |
| 16 | «Libera Me»                 | BBC Singers / Lynne Dawson | 6:28  |